# أوكلير (كيبك)
أوكلير (بالإنجليزية: Auclair, Quebec)‏ هي بلدية محلية في كيبيك تقع في كندا في Témiscouata Regional County Municipality. يقدر عدد سكانها بـ 444 نسمة ومساحتها 107.70 كم2 .